# 思想体系
思想体系指思想的一整套结构系统。一般而言具有較完整體系的思想，才會被稱作思想體系，用以區別其他較零散或僅針對特定事物的思想。如儒家思想體系，可分为仁、义、礼、知、信等。